# 宏閏
宏閏（こうじゅん）は、明代に鎮江の僧省悟が自立し建てた説のある私年号。使用年代不詳 。